# Solveiga Mykolaityte
Solveiga Mykolaityte es una conocida actriz y supermodelo lituana que ha aparecido en varias revistas de moda, incluidas Vogue, FHM, Grazia, Elle y L'Officiel.

## Carrera profesional
Solveiga nació y creció en Marijampolė, Lituania. Según un reportaje publicado en TV3 (Lituania), dio su primera audición a los 15 años y luego se mudó a Milán, Italia, donde siguió una corta carrera. Luego se mudó a la ciudad de Nueva York, donde ahora trabaja como supermodelo.
Ha actuado en varias películas rusas y lituanas, incluida O, ne! ¡Oh, taip!, No puedes escapar de Lituania, 12 sillas, Klases susitikimas. Berniukai sugrizta! etc y también ha trabajado con diseñadores de moda como Naeem Khan, Alexander McQueen.